# Washington (hrabstwo Sauk)
Washington – miasto w Stanach Zjednoczonych, w stanie Wisconsin, w hrabstwie Sauk.